# Kayarcık
Kayarcık ist ein Ortsteil (Mahalle) im Landkreis Tufanbeyli der türkischen Provinz Adana mit 743 Einwohnern (Stand: Ende 2024). Im Jahr 2011 hatte der Ort 889 Einwohner.